# 中空狸藻
中空狸藻（学名：Utricularia fistulosa）為狸藻屬水生食虫植物。其种加词“fistulosa”来源于拉丁文“fistula”，意为“管”。中空狸藻广泛分布于西澳大利亚。